# Поливайко, Евгений Иванович
Евгений Иванович Поливайко (23 октября 1921, Керчь — октябрь 1997, Москва) — советский военачальник, политработник, заместитель по политической части командира 2-го корпуса ПВО (1969—1973), заместитель начальника Политуправления ордена Ленина Московского округа ПВО (1973—1978), генерал-майор авиации.

## Биография
Родился 23 октября 1921 года в городе Керчь Крымской АССР (ныне — Республики Крым). Русский.
Окончил 10 классов средней школы имени лейтенанта П. П. Шмидта. С октября 1939 года — на военной службе. Поступил в Ленинградское авиационное техническое училище, которое окончил в 1941 году. В 1942 году вступил в ВКП(б)/КПСС. В 1943-1944 годах учился во 2-й военной школе пилотов, а в 1944-1945 годах — во 2-й Балашовской военной авиационной школе. Служил в 4-м запасном истребительном авиационном полку Харьковского военного округа.
Участник войны в Корее с 9 июля 1952 по 27 июля 1953 года в составе 415-го истребительного авиационного полка 133-й истребительной авиационной дивизии 64-го истребительного авиационного корпуса, летал на МиГ-15. В воздушных боях сбил лично 1 самолёт противника Ф-86 «Сейбр».
В последующие годы был переведён на военно-политическую работу. В 1959 году окончил Военно-политическую академию имени В. И. Ленина. Служил первым заместителем начальника политического отдела 10-й отдельной армии ПВО в городе Архангельск. В период войны во Вьетнаме до 1969 года являлся заместителем старшего Группы советских военных специалистов по политической части в этой стране.
В 1969-1973 годах — начальник политического отдела — заместитель по политической части командира 2-го корпуса ПВО ордена Ленина Московского округа ПВО (штаб корпуса — в городе Ржев Калининской, ныне Тверской области). В 1973-1978 годах — заместитель начальника Политуправления ордена Ленина Московского округа ПВО.
С июля 1978 года генерал-майор авиации Е. И. Поливайко — в запасе.
Жил в Москве. Умер в октябре 1997 года.
Генерал-майор авиации (20.05.1971).

## Награды
- 2 ордена Красного Знамени;
- орден Красной Звезды;
- медали СССР и Российской Федерации;
- орден «За боевой подвиг» 2-й степени (Вьетнам);
- медаль «За сплочённость во имя победы над американским агрессором» (Вьетнам).